# 楊季邊
楊季邊（越南语：／，1893年—？），越南阮朝官員。

## 生平
楊季邊生於1893年，是河東省人。
1923年被任命爲知州。後任海寧巡撫。